# Abella de la Conca
Abella de la Conca è un comune spagnolo di 179 abitanti situato nella comunità autonoma della Catalogna.